# ОШ „Ђура Јакшић” ИО Дрежник
ОШ „Ђура Јакшић” ИО Дрежник, насељеном месту на територији града Ужица, основана је 1924. године, када је подигнута школска зграда, као задужбина трговца Игњата Даничића (1855—1924).

## Историја школе
У селу је организована настава и пре подизања школска зграда, која је била отворена у приватној кући Ђорђа Николића и ту је радила до 1924. године. Чин освећења ове зграде извршио је епископ битољски Јосиф Цвијовић, рођени Дрежничанин. Током Другог светског рата школа није радила. Одмах након ослобођења, наставила је са радом и у периоду од 1955. до 1960. године саграђена је нова школска зграда, у којој се школа и данас налази. Школа је добила име првоборца из овог села Ђурђа Милутиновића, а данас ради као Издвојено одељење Основне школе „Ђура Јакшић” из Равни.

## Школска зграда
Школска зграда у Дрежнику је приземна грађевина, складних димензија, покривена црепом. Учионице су простране и осветљене великим прозорским окнима. Иза школе се налази асфалтирани терен за извођење наставе физичког васпитања. На згради школе постоји ктиторска  спомен плоча.